# 2010 KQ

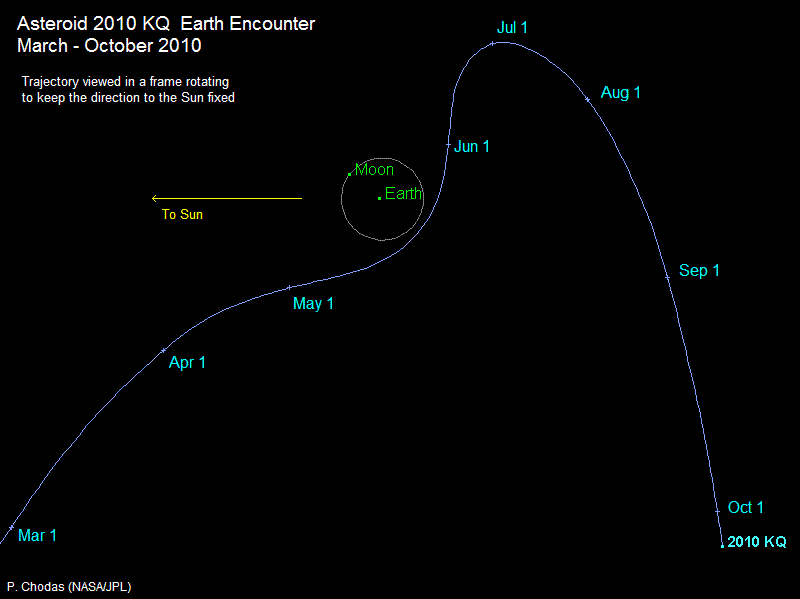
Орбита 2010 KQ (март-октябрь 2010 года)

2010 KQ — маленький астрономический объект, похожий на астероид. Его орбита была очень близка к орбите Земли, поэтому учёные предполагают, что этот объект является искусственным. Вероятно, это Блок Д — отработанная четвёртая ступень ракеты-носителя «Протон», который был запущен 28 октября 1974 года для доставки автоматической межпланетной станции «Луна-23». По расчётам Пола Ходаса, 2010 KQ в диапазоне 2036—2066 годов с вероятностью 6 % встретится с Землёй, сгорев в атмосфере.
Исследование объекта в диапазоне ближнего ИК, проведённое в гавайском университете при помощи телескопа IRTF, показало, что спектральные характеристики объекта не соответствуют ни одному из известных типов астероидов, но притом схожи с характеристиками отражений от корпуса ракеты-носителя. Абсолютная звёздная величина объекта равна 28,9, что позволяет предположить размер объекта порядка нескольких метров, то есть соизмеримо с четвёртой ступенью ракеты-носителя. Также исследуется траектория объекта для определения давления электромагнитного излучения с целью более точной идентификации объекта.